# توم برادي (مخرج)
توم برادي (بالإنجليزية: Tom Brady)‏ هو مخرج وكاتب سيناريو ومنتج أمريكي. من أهم أفلامه The Comebacks وقام بأخراج فيلمين لروب شنايدر هي هوت شيك وThe Animal. وكتابته التليفزيومية عديدة منها كتابته في The Critic وSports Night وThe Simpsons وHome Improvement. وهو خريج من جامعة هارفارد وجامعة هاواي في مانوا.

## وصلات خارجية
- توم برادي على موقع IMDb (الإنجليزية)
- توم برادي على موقع ألو سيني (الفرنسية)
- توم برادي على موقع أول موفي (الإنجليزية)
- توم برادي على موقع بوكس أوفيس موجو (الإنجليزية)
- توم برادي على موقع قاعدة بيانات الأفلام السويدية (السويدية)
- توم برادي على موقع قاعدة بيانات الفيلم (الإنجليزية)
- توم برادي على موقع كينوبويسك (الروسية)